# کازوناری ایچیمی
کازوناری ایچیمی (انگلیسی: Kazunari Ichimi؛ زادهٔ ۱۰ نوامبر ۱۹۹۷) بازیکن فوتبال اهل ژاپن است.
از باشگاه‌هایی که در آن بازی کرده‌است می‌توان به باشگاه فوتبال گامبا اوساکا اشاره کرد.